# Marquesas

Karte Französisch-Polynesiens

Die Marquesas-Inseln (französisch Archipel des Marquises; ursprünglicher Name Te Fenua Enata, übersetzt „Die Erde der Männer“) gehören geographisch zu den ostpolynesischen Inseln und politisch zu Französisch-Polynesien. Die Marquesas liegen südlich des Äquators im Pazifischen Ozean, 1600 Kilometer nordöstlich von Tahiti bei 9° Süd und 139° West (Hiva Oa). Die Inseln liegen am äußersten östlichen Rand von Polynesien. In östlicher Richtung sind die nächsten Inseln vor dem amerikanischen Festland die ca. 5400 km entfernten Galapagosinseln bzw. die ca. 4000 km entfernte Clipperton-Insel. Nach Norden gibt es bis zum ca. 3400 km entfernten Hawaii kein weiteres Land.
Der Archipel mit 14 Inseln und zahlreichen kleinen Eilanden wird in eine nördliche Gruppe mit den Hauptinseln Nuku Hiva, Ua Pou und Ua Huka sowie in eine südliche Gruppe mit Hiva Oa, Tahuata und Fatu Hiva unterteilt. Die gesamte Landfläche umfasst 1274 km². Die Gesamtbevölkerung der Subdivision administrative des  îles Marquises, der Verwaltungseinheit der Marquesas-Inseln, belief sich 2017 auf 9346 Personen.
Seit Juli 2024 gehören die Marquesas-Inseln als gemischte Kultur- und Naturerbestätte zum UNESCO-Welterbe.

## Geographie, Klima, Vegetation

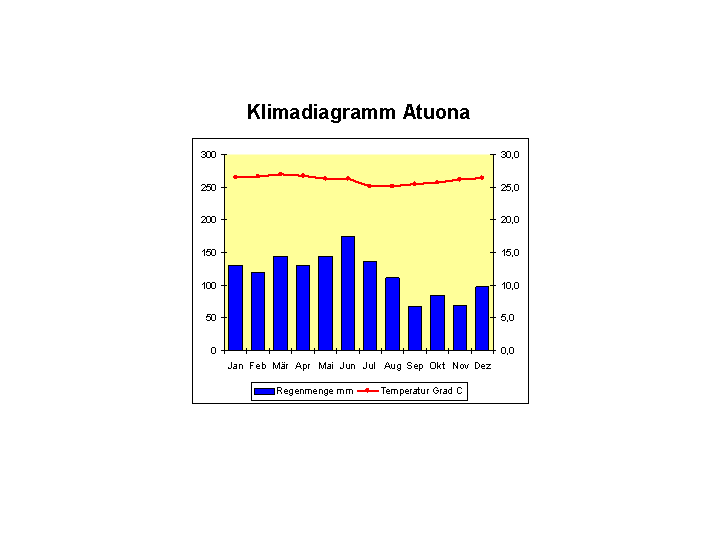
Klimadiagramm Atuona, Hiva Oa

Die Marquesas sind die Gipfel einer aus der Tiefsee aufragenden Gebirgskette vulkanischen Ursprungs. Ähnlich wie Hawaii sind sie aus Hot-Spots der pazifischen Platte entstanden. Die Inseln lassen sich geologisch in drei Gruppen einteilen; eine nördliche, eine mittlere und eine südliche Gruppe, deren Alter von Südost nach Nordwest zunimmt. Die Gesteine der Insel Fatu Hiva im äußersten Südosten haben ein Alter von etwas mehr als einer Million Jahren, die von Hatutu im Nordwesten ein Alter von über vier Millionen Jahren.
Ein umgebendes Saumriff fehlt, die meisten Inseln sind jedoch von kleinen Nebeninseln oder Rifffelsen umgeben. Die höchste Erhebung ist der Mont Oave mit 1.232 Metern auf Ua Pou, zweithöchste der Mont Tekao auf der Insel Nuku Hiva mit 1.224 Metern.
Das Innere der großen Inseln ist überwiegend gebirgig, stark zerklüftet mit tief eingeschnittenen Tälern, deren Flüsse sich manchmal mit spektakulären Wasserfällen ins Meer ergießen. Einen Küstenstreifen oder eine Küstenebene gibt es nicht. Die einzigen ebenen Flächen liegen an den Mündungen der Täler und waren in der Inselgeschichte meist besiedelt und/oder landwirtschaftlich genutzt. In den Buchten sind gelegentlich kleine Strände aus schwarzem Sand, Kies oder Rollkieseln entstanden. Die Süd- und Ostseite der Inseln ist an der windzugewandten Seite (Luv) mit üppiger tropischer Vegetation nahezu undurchdringlich bedeckt, der tropische Regenwald reicht bis in die höchsten Gipfel. Die windabgewandte, im Regenschatten liegende Nordwestseite ist meist arid mit spärlichem Bewuchs und ähnelt stellenweise einer Halbwüste.
Das Klima ist tropisch mit ergiebigen Regenfällen (ca. 1400 mm/a, Minimum September bis Oktober) und hoher Luftfeuchtigkeit, die Tagestemperaturen betragen ganzjährig etwa 22 bis 30 °C. Frost ist unbekannt.

### Inseln

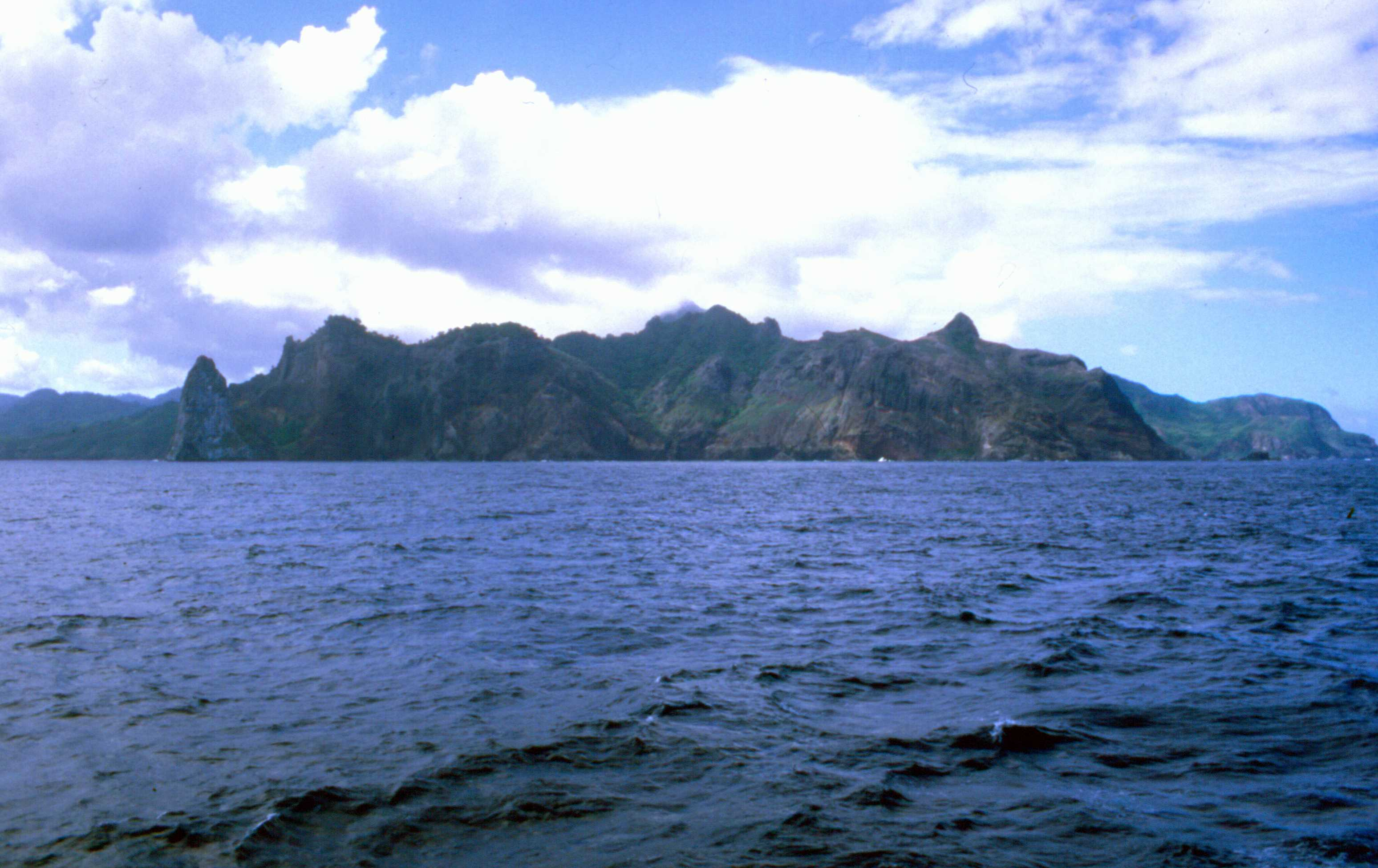
Hiva Oa

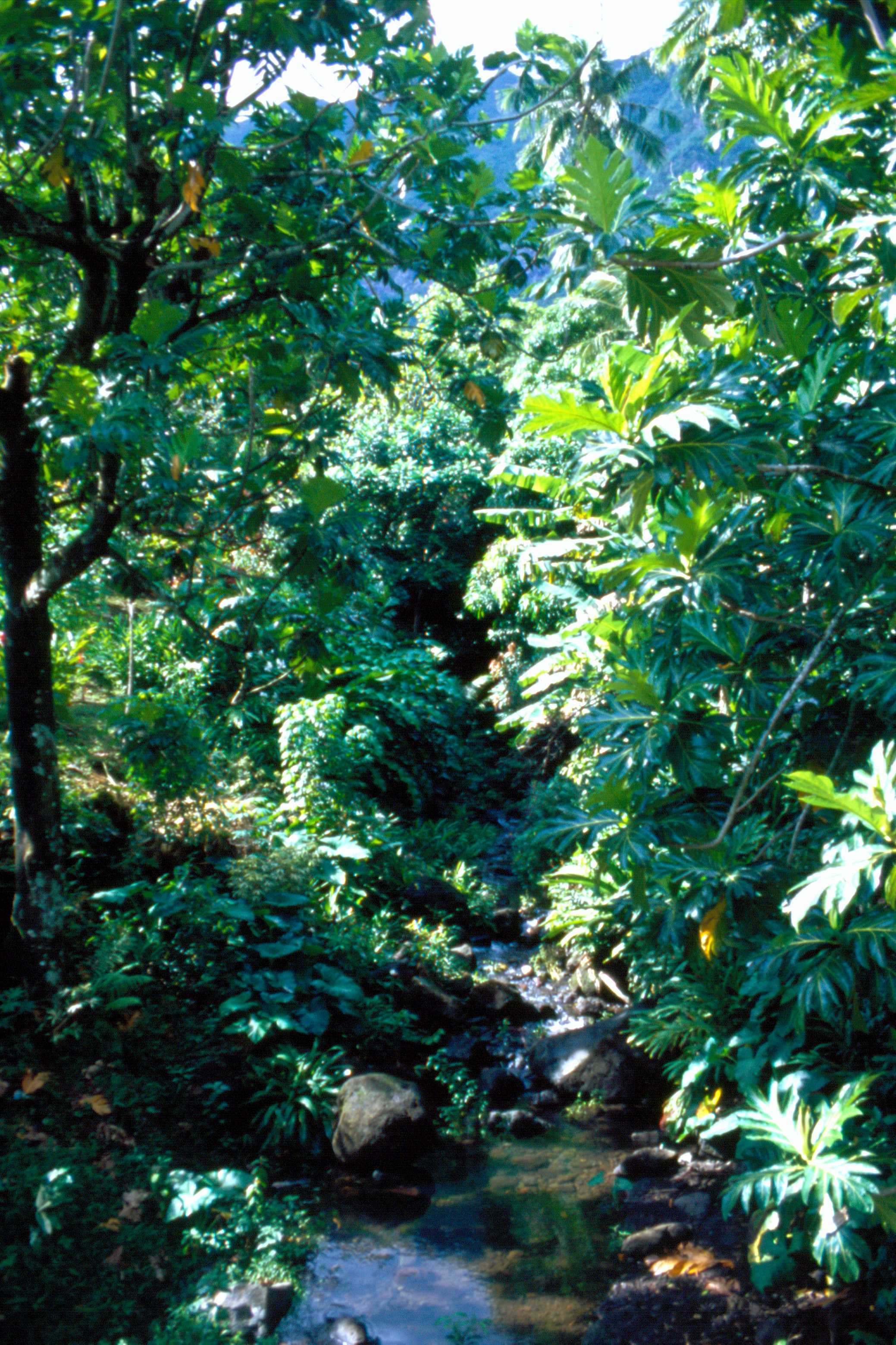
Regenwald auf Fatu Hiva

Die Marquesas werden geographisch in eine Nord- und eine Südgruppe aufgeteilt. Die wichtigsten Inseln sind:
| Name      | Gruppe | Position              | Fläche km² | Einwohner (2012) | Einwohner (2017) |
| --------- | ------ | --------------------- | ---------- | ---------------- | ---------------- |
| Nuku Hiva | Nord   | 8° 52′ S, 140° 6′ W   | 339        | 2.966            | 2.951            |
| Ua Pou    | Nord   | 9° 25′ S, 140° 5′ W   | 105        | 2.173            | 2.213            |
| Ua Huka   | Nord   | 8° 54′ S, 139° 33′ W  | 83,4       | 621              | 674              |
| Eiao      | Nord   | 8° 0′ S, 140° 42′ W   | 43,8       | –1)              | –1)              |
| Hatutu    | Nord   | 7° 55′ S, 140° 34′ W  | 6,4        | –1)              | –1)              |
| Motu Iti  | Nord   | 8° 40′ S, 140° 37′ W  | 0,3        | –1)              | –1)              |
| Motu One  | Nord   | 8° 0′ S, 139° 12′ W   | 0,03       | –1)              | –1)              |
| Hiva Oa   | Süd    | 9° 45′ S, 139° 0′ W   | 387        | 2.190            | 2.243            |
| Tahuata   | Süd    | 9° 56′ S, 139° 6′ W   | 61         | 703              | 653              |
| Fatu Hiva | Süd    | 10° 29′ S, 138° 39′ W | 84         | 611              | 612              |
| Fatu Huku | Süd    | 9° 25′ S, 138° 55′ W  | 1,3        | –2)              | –2)              |
| Mohotane  | Süd    | 10° 0′ S, 138° 50′ W  | 15         | –3)              | –3)              |

1) zur commune associée Taiohae der Gemeinde Nuku Hiva

2) zur commune associée Puamau der Gemeinde Hiva Oa

3) zur commune associée Atuona der Gemeinde Hiva Oa

## Flora und Fauna

### Flora
Die Flora der Inseln ist sehr artenreich. Ein Forschungsprojekt der Smithsonian Institution hat festgestellt, dass von den 714 dort vorkommenden Gefäßpflanzen 337 einheimische Spezies sind, davon nahezu die Hälfte endemisch. Der Bestand an Farnpflanzen ist mit 27 Familien, 55 Gattungen und 117 Arten einer der reichhaltigsten auf der Erde.
Die ursprüngliche Vegetation der Marquesas stammt überwiegend aus dem indo-asiatischen Raum, was mit der Ausbreitung der Pflanzen im Pazifik von West nach Ost zusammenhängt. Es gibt jedoch auch einige amerikanische und austral-asiatische Spezies. Vor der menschlichen Besiedlung waren die Inseln von einem dichten Regenwald bedeckt. Auf der windabgewandten und daher regenarmen Seite dominierten savannenähnliche Busch- und Graslandschaften.
Heute lässt sich die Vegetation der Inseln in mehrere Höhenstufen einteilen. In den unteren Bereichen, bis etwa 300 Höhenmeter, findet man tropische Vegetation, die jedoch in den Jahrhunderten menschlicher Besiedlung entscheidend verändert wurde. Diese Eingriffe waren so umfassend, dass heute kaum noch indigene Pflanzengemeinschaften zu finden sind. Viele ursprüngliche Arten sind ausgestorben. Es dominieren die anthropochoren Pflanzenarten.
Die auf den Inseln vorherrschenden Kulturpflanzen wurden im Zuge der verschiedenen Siedlungswellen der Polynesier oder später von den Europäern verbreitet. Hauptnahrungsmittel ist bis zum heutigen Tag die Brotfrucht, die zu einem nahrhaften Brei, Popoi genannt, verarbeitet wird. Von großer Bedeutung sind auch Yams und Taro, Bananen, Kava sowie alle Arten von tropischen Früchten. Ein wichtiger Wirtschaftsfaktor und Grundlage für eine bescheidene Kopra-Produktion ist die Kokospalme, wenn auch mit abnehmender Bedeutung. Neuerdings wird vermehrt der Anbau von Noni-Früchten (Morinda citrifolia) für die alternative Heilkunde betrieben.
Die mittlere Vegetationszone ist überwiegend mesophytisch geprägt und trägt eine niedrige Bewaldung oder geschlossenes Buschland. In den feuchten Taleinschnitten wachsen außerhalb der Anbauflächen dichte und artenreiche Bestände von Farnen. Auf den großen Inseln findet man in den mittleren Höhenlagen zwischen 400 und 900 m einen meist ungestörten, mittelhoch wachsenden Waldgürtel, der sich vorwiegend zusammensetzt aus Hibiskus, Pandanus und Angiopteris (eine Gattung großer, tropischer Farne).
Die Höhen oberhalb von 900 m sind auf den Marquesas die meiste Zeit von Wolken verdeckt. Hier hat sich ein weitgehend ungestörter Wald aus niedrigen Bäumen und hochwachsenden Sträuchern erhalten. Häufige Pflanzenarten sind: Weinmannia, Metrosideros, Myrsine, Trimenia und Scaevola, Der Untergrund ist dicht mit Moosen, krautigen Pflanzen und Farnen bedeckt.
Einige Inseln, zum Beispiel Eiao, deren Flora durch eingeführte und mittlerweile verwilderte europäische Haustiere (Schafe, Ziegen, Pferde) stark geschädigt ist, sind weitgehend arid und tragen nur noch eine spärliche, xerophytische Vegetation aus robusten, oftmals eingeführten Gräsern und niedrigen Büschen.

### Fauna
Als Großtiere kommen lediglich Nutztiere wie Pferde, Rinder, Schweine und Hühner vor. Ausgestorben ist der Marquesanische Hund. Die Tierwelt an Land beschränkt sich ansonsten auf Insekten, Schnecken und Eidechsen. Im Regenwald sind zahlreiche seltene Vogelarten heimisch, zum Beispiel die Marquesastaube (Gallicolumba rubescens), die Marquesas-Fruchttaube (Ducula galeata), der Marquesasliest (Todiramphus godeffroyi), der Marquesas-Monarch (Pomarea mendozae), der Iphis-Fliegenschnäpper (Pomarea iphis), der auf der Insel Ua Huka endemisch ist, und der nur auf Fatu Hiva vorkommende Fatuhivamonarch (Pomarea whitneyi),
Auf den kleineren, unbewohnten Inseln gibt es eine reichhaltige Vogelwelt mit Fregattvögeln, Seeschwalben und anderen Seevogelarten.

## Geschichte

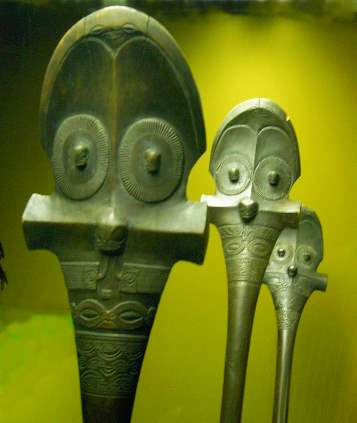
Schnitzkunst der Marquesas (U'u-Kriegskeulen)

### Vorgeschichte
Funde von später Lapita-Keramik (Plainware) auf Nuku Hiva des Anthropologen Harry Lionel Shapiro vom American Museum of Natural History bei Ausgrabungen 1956 beweisen die verhältnismäßig frühe Besiedlung der Marquesas mit Protopolynesiern, wobei der genaue Zeitpunkt umstritten ist. Der amerikanische Archäologe Robert Suggs geht von einer Initialbesiedlung zwischen 100 v. Chr. bis 150 n. Chr. aus,:181 neuere Veröffentlichungen nehmen jedoch eine Erstbesiedlung nicht vor 300 n. Chr. an. Die polynesische Kolonisierung der Marquesas erfolgte von Westen, vermutlich von Samoa oder Tonga, im Rahmen der Polynesischen Expansion.:78 Neuere Erkenntnisse stützen allerdings eher die Multibesiedelungsthese in Form mehrerer Siedlungswellen. Von den Marquesas ging später die Besiedlung Hawaiis, Neuseelands, der Gesellschaftsinseln und möglicherweise auch der Osterinsel aus.
Alexander G. Ioannidis et al. veröffentlichten 2020 eine Genom-Analyse, die einen polynesisch-südamerikanischen Kontakt um 1150–1200 beweist, am frühesten zwischen der Insel Fatu Hiva und dem Volk der Zenú in Kolumbien. Diskutiert wird eine mögliche polynesische Reise ostwärts, ausgehend von den Marquesas-Inseln, gefolgt von einer Rückreise mit Südamerikanern, oder nach erfolgter genetischer Durchmischung. Auch das Auftreten der Süßkartoffel (Ipomoea batatas) in Polynesien könnte so erklärt werden. Sie heißt auf Polynesisch kumara, augenscheinlich verwandt mit Quechua kumara oder cumal,
Fußend auf den Forschungen von Suggs teilt man die Inselgeschichte bis zur europäischen Entdeckung in vier Zeitabschnitte ein:
1. Siedlungsperiode (vom Beginn der Besiedlung bis ca. 600 n. Chr.)
2. Entwicklungsperiode (von 600 bis 1200 n. Chr.)
3. Expansion (von 1200 bis 1600 n. Chr.)
4. Klassische Zeit (von 1600 bis zur Einflussnahme der Europäer im späten 18. Jahrhundert).

Im frühesten, der Initialbesiedlung folgenden Zeitabschnitt ließen sich die Menschen in kleinen, kompakten Strandsiedlungen oder unter Felsüberhängen im unmittelbaren Küstenbereich nieder. Ihre Hauptnahrungsquelle war die Küstenfischerei, wie Funde zahlreicher Angelhaken aus Muschelschalen beweisen. Daneben betrieben die Menschen kleinzelligen Gartenbau sowie ressourcenschonende Baumnutzung.
Dieser Besiedlungsphase schloss sich eine Periode der kulturellen Entwicklung und Stabilisierung an. Ab der Mitte des 1. Jahrtausends n. Chr. gewannen der Ackerbau (Taro, Yams) und die Nutzung kultivierter, fruchttragender Bäume (Brotfrucht, Kokosnuss) zunehmend an Bedeutung. Die Technik der Tiefseefischerei wurde, wie aus der Fortentwicklung der Angelhaken ersichtlich ist, verfeinert, wahrscheinlich hielt man auch Schweine und Hunde als Nahrungstiere.:158 Fortschritte im Kanubau ermöglichten einen umfangreichen Warenaustausch mit anderen Inseln. Belegt sind Fahrten nach Rarotonga, 2500 Kilometer entfernt, um die leuchtendroten, sehr begehrten Kura-Federn für den Häuptlingsschmuck einzuhandeln. Gegen Ende dieser Periode gab es eine auffallende Änderung im Nahrungsangebot. Archäologische Untersuchungen von Abfallhaufen zeigten eine drastische Abnahme der Überreste wildlebender Tiere (Land- und Seevögel, Schildkröten und Meeressäuger). Lokal gab es einen deutlichen Anstieg in der Bevölkerungsdichte, verbunden mit einem Raubbau an der umgebenden Natur und der Ausrottung einzelner Spezies.
Das weitere Bevölkerungswachstum und der Niedergang der natürlichen Nahrungsquellen machten um 1000 n. Chr. die Expansion und die Entwicklung neuer Agrartechniken notwendig. Die Siedlungen entfernten sich von der Küste und wuchsen die steilen Täler hinauf. Anbauterrassen für den Taro mit ausgeklügelten Bewässerungssystemen wurden angelegt. Gelegentliche Trockenperioden und Naturkatastrophen, die den Ertrag minderten, wurden mittels aufwendig angelegter, riesiger Vorratsgruben für den fermentierten Brei aus der Brotfrucht (ma) überbrückt. Eine dieser Vorratsgruben im Taipivai-Tal auf Nuku Hiva hatte ein Fassungsvermögen von 216 m³. In den durch steile Felsrücken getrennten, tief eingeschnittenen Tälern entwickelten sich unabhängige Stammesfürstentümer mit einer stratifizierten Gesellschaftsordnung. An der Spitze standen die Stammeshäuptlinge, die ihre Genealogie auf die vergöttlichten, mythischen Vorfahren zurückführen konnten und vom Adel und der Priesterschaft gestützt wurden. Sie waren Inhaber aller Ressourcen und sicherten die komplizierte Gesellschaftsstruktur durch ein ausgeklügeltes System von Abhängigkeiten, Rechten und Tapus (Verbote, Unantastbarkeiten), die jedem Individuum zwar ein gewisses Mitsprache- und Mitgestaltungsrecht einräumten, aber die Einflussmöglichkeiten sorgsam nach Alter, Geschlecht und sozialer Stufe unterschieden.

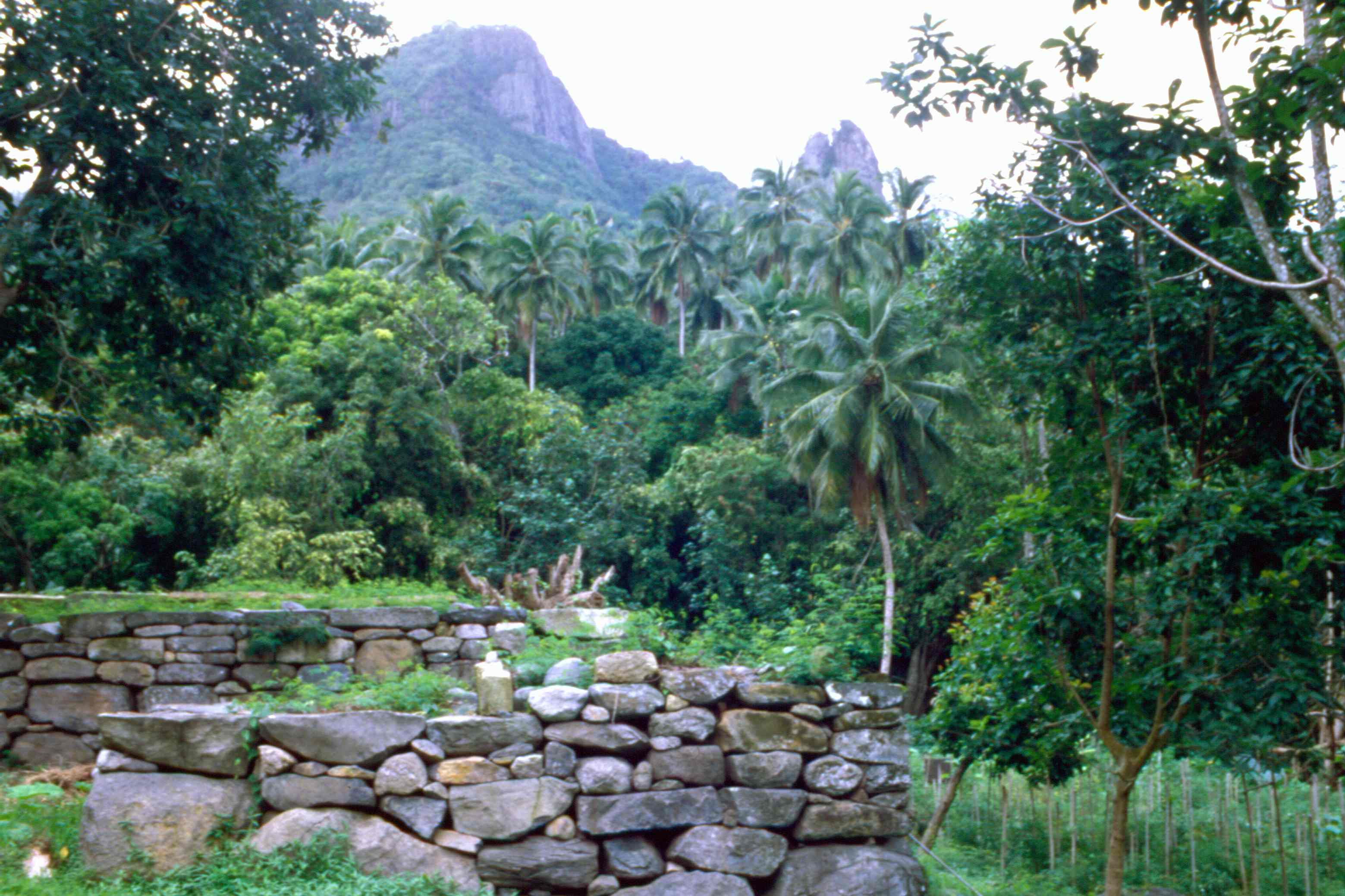
Überreste eines tohua auf der Insel Ua Pou

Zentrum der Siedlung war der tohua, ein ausgedehnter Platz für Feste, Tänze und Zeremonien, um den sich zahlreiche steinerne Plattformen kumulierten. Darauf befanden sich die aus vergänglichen Materialien errichteten Häuser – z. B.: Tempel, die Häuptlingsresidenz, Wohnhäuser für den Adel und die Priesterschaft, Versammlungshallen, ein Tätowierhaus, ein Haus für die Krieger u. a. – die heute nicht mehr erhalten sind. Bergfestungen aus einem sinnreich konstruierten System von Gräben, Palisaden und Plattformen überzogen die schwer zugänglichen Bergrücken und belegen eine kriegerische Gesellschaft mit häufigen, ritualisierten Stammeskriegen.

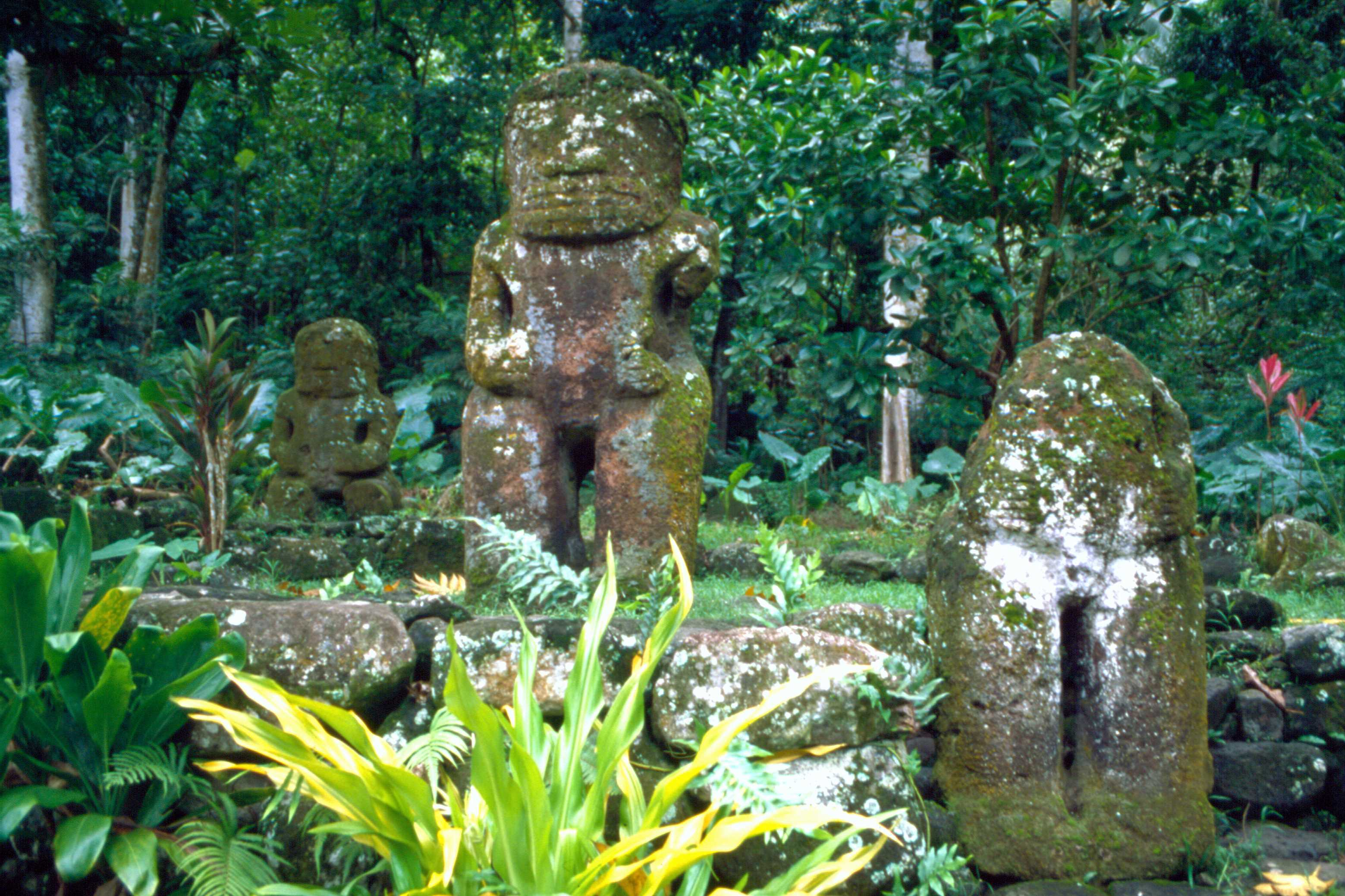
Steinstatuen der Marquesas (Ua Pou)

In der klassischen Periode, etwa ab dem 17. Jahrhundert, wuchsen die Siedlungen weiter die Täler hinauf, die Strände jedoch wurden gemieden, der Archäologe Suggs vermutet, um sich zunehmender Angriffe von See her zu entziehen.:185 Die Architektur strebte einem Höhepunkt entgegen. Man errichtete riesige, mehrstufige Tempelplattformen (me'ae) mit kolossalen, anthropomorphen Steinfiguren. Hausplattformen (paepae) wurden nun in megalithischer Steinsetzung gebaut. Das Kunstschaffen verlagerte sich auf Experten (tohunga), die die Kultur zu einer neuen Blüte führten und begnadete Tattoo-Künstler, Holz- und Knochenschnitzer, Steinbildhauer und Kanubauer hervorbrachten. Deren Erzeugnisse sind heute über die Völkerkundemuseen der ganzen Welt verstreut. Auf den Marquesas selbst ist nur wenig davon verblieben. Diese Periode reichen kulturellen Wachstums endete, als die Europäer – insbesondere die Missionare – ab der Mitte des 18. Jahrhunderts zunehmend Einfluss ausübten.
Zu den Schattenseiten gehörte der zunehmende Einfluss der Kriegerkaste (toa), was zur Intensivierung der Konflikte führte. Es bildete sich der elitäre Kriegerorden der Kaioi, etwa vergleichbar mit den Arioi auf Tahiti, jedoch aggressiver in der Ausprägung.
Adam Johann von Krusenstern und andere frühe Besucher aus Europa berichten von Kannibalismus während Hungersnöten und von rituellem Kannibalismus der Kriegerkaste.  Aktuelle Untersuchungen zu diesem Aspekt der Inselgeschichte sind nicht vorgenommen worden. Riten von besonderer Bedeutung erforderten Menschenopfer, üblicherweise wurden Gefangene der unterlegenen Kriegspartei geopfert. Die Schädel der Geopferten bewahrte man in Schädelgruben in den Zeremonialplattformen auf.

### Entdeckungsgeschichte
Für Europa entdeckt wurden die Marquesas 1595 vom Spanier Alvaro de Mendaña de Neyra. Er fuhr mit vier Schiffen von Peru zu den Salomonen, um dort einen spanischen Stützpunkt zu errichten. Zunächst sichtete er die Insel Tahuata und benannte die Inselgruppe nach Marqués de Mendoza, dem damaligen Vizekönig von Peru: „Las Islas Marquesas Don García Hurtado de Mendoza y Cañete“, verkürzt „Marquesas“. Am 21. Juli landete er auf Fatu Hiva. Nach einer freundlichen Begrüßung und dem Austausch von Geschenken begingen die Inselbewohner einige kleinere Diebstähle. Bei dem anschließenden Gefecht wurden 8 Eingeborene getötet, darunter ein betagter Häuptling.
Vom 27. Juli bis 5. August 1595 hielt sich Mendaña auf der Insel Hiva Oa auf. Auch dort kam es zu Konflikten und der Plan einer Eroberung und Besiedlung scheiterte am heftigen Widerstand der Insulaner. Pedro Fernández de Quirós, einer der Kapitäne, schreibt, bei diesen Auseinandersetzungen seien insgesamt 200 Eingeborene getötet worden.
Wegen der ungenauen Positionsangabe und einer Interessenverlagerung der Spanier vom Pazifik weg gerieten die Inseln in Vergessenheit. Erst fast zweihundert Jahre später wurden sie von James Cook wiederentdeckt, der sich während seiner zweiten Südseeexpedition vom 7. bis 11. April 1774 auf den Marquesas aufhielt.
1791 entdeckte der Amerikaner Joseph Ingraham, der mit seiner Handelsbrigg Hope von Boston in die Südsee segelte, die Nordwestgruppe der Marquesas mit der größten Insel Eiao, er benannte sie nach dem amerikanischen Präsidenten „Washington Island“.
Leutnant Richard Hergest von der Daedalus, dem Versorgungsschiff der Vancouver-Expedition, zeichnete im März/April 1792 die erste vollständige Karte der Marquesas.
Im Mai 1804 ankerte Adam Johann von Krusenstern während der ersten russischen Weltumseglung mit den Schiffen Nadeshda und Newa in der Bucht von Taiohae auf der Insel Nuku Hiva. Während seines zehntägigen Aufenthaltes studierte er den Alltag und die Bräuche der Insulaner. Hierbei konnte er auch Anzeichen für rituellen Kannibalismus feststellen.
Zum Ende des 18. Jahrhunderts wurden die bewaldeten Inseln der Marquesas das Ziel von Sandelholzhändlern und Zwischenstation für Walfangschiffe. Abenteurer und entlaufene Matrosen siedelten sich auf einigen Inseln an und brachten Geschlechtskrankheiten, Feuerwaffen und Alkohol mit. Das soziale Gefüge auf den Inseln geriet völlig aus dem Gleichgewicht.

„Da waren die wilden Abenteurer, kleine Conquistadoren, die, im Besitz von Flinte und Munition, einen oder ein paar Talstämme beherrschten, die Eingeborenen in ihren Kriegen anführten und sie womöglich zur Strandpiraterie anstifteten. Sie waren der Schrecken der Missionare. Als ‚Erzieher‘ der Eingeborenen spendeten sie ihnen die Gabe des Kokospalmweines.“

1813 erreichte Kommodore David Porter mit der Fregatte USS Essex Nuku Hiva, taufte sie „Madison Island“ und nahm sie für die USA in Besitz. Da der US-Kongress auf eine Ratifizierung verzichtete, blieb diese Okkupation jedoch ohne rechtliche Verbindlichkeit.
Vom 18. August bis zum 2. September 1814 ankerten die Kriegsschiffe HMS Briton und HMS Targus vor Nuku Hiva und Tahuata. Von dort fuhren sie weiter nach Pitcairn, wo die Besatzung auf John Adams, den letzten Überlebenden der Meuterei auf der Bounty traf.

### Französische Administration
1838 erreichte der Franzose Abel Aubert Dupetit-Thouars mit der Fregatte Venus die Marquesas-Inseln und brachte katholische Missionare mit. Nach einem Bericht von Jules Dumont d’Urville, der wenige Wochen später mit seinen Schiffen Astrolabe und Zélee vor Taiohae ankerte, hatten sich damals schon vier Amerikaner, zwei Spanier und ein Engländer unter der indigenen Bevölkerung in Taiohae angesiedelt.

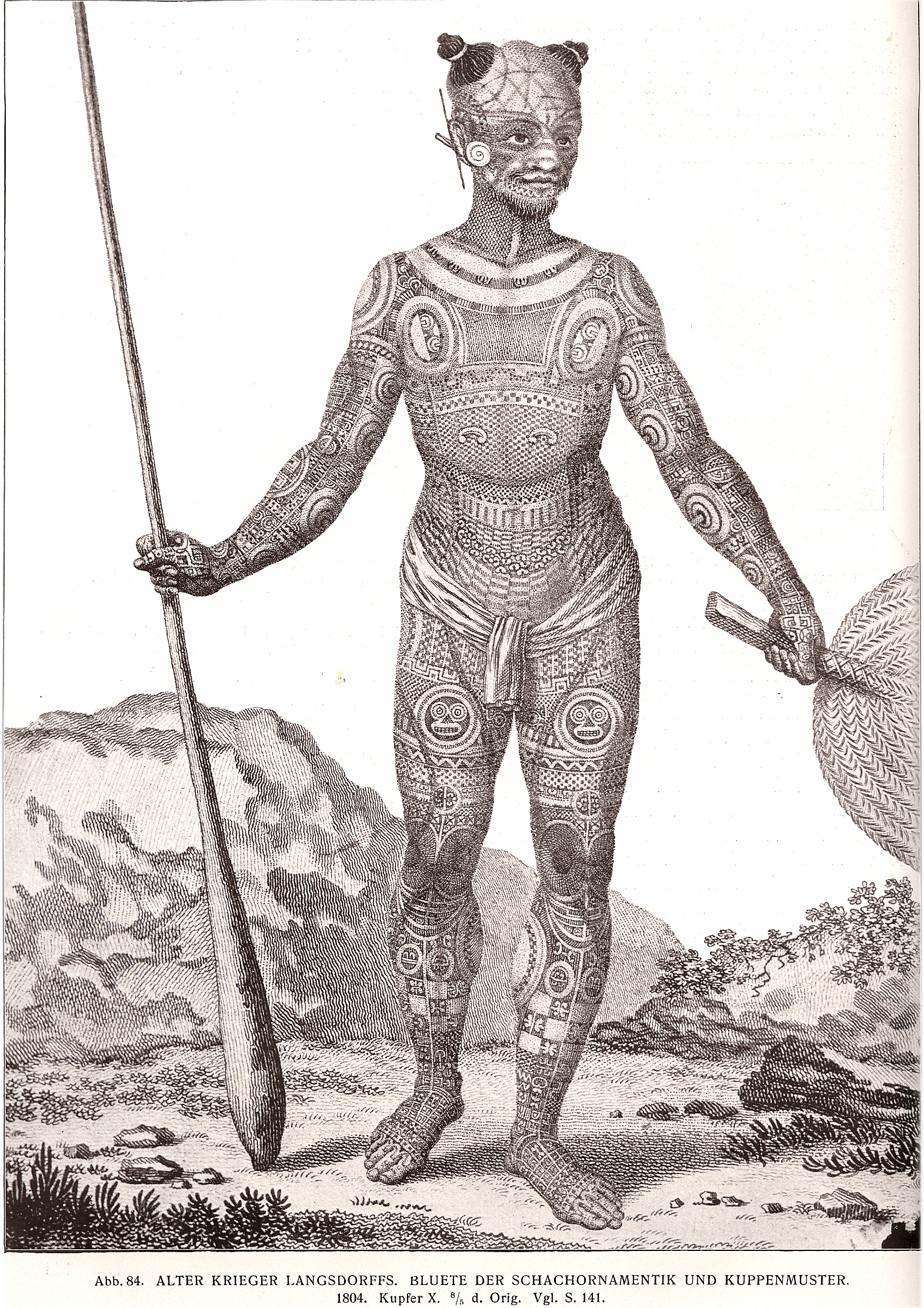
Tätowierter Krieger aus dem Buch von K.v.d. Steinen: Die Marquesaner und ihre Kunst

Um 1840/41 beabsichtigte König Louis-Philippe I. die Einflusssphäre Frankreichs im Pazifik auszudehnen und neue Territorien seinem Machtbereich einzugliedern. Man suchte daher nach einem sicheren Tiefwasserhafen für die Versorgung und Reparatur der Schiffe der französischen Pazifikflotte. Der enthusiastische Bericht Dumont d’Urvilles ließ die Marquesas, insbesondere die Taiohae-Bucht auf Nuku Hiva, als besonders geeignet erscheinen. Abel Aubert Du Petit-Thouars, inzwischen Konteradmiral, segelte daher mit der Fregatte Reine Blanche, der sich weitere Schiffe der französischen Pazifikflotte anschlossen, zunächst nach Tahuata und dann nach Nuku Hiva.
Die Annexion der Marquesas vollzog sich in zwei Etappen:
- am 1. Mai 1842 in Vaitahu auf Tahuata für die südöstliche Gruppe. Häuptling Iotete  akzeptierte die französische Souveränität vertraglich. Zum Dank  unterstützten ihn die Franzosen in den Stammeskonflikten, sodass sich Iotete zum König der gesamten Inselgruppe erheben konnte.
- am 2. Juni 1842 in Taiohae auf Nuku Hiva für die nordwestliche Gruppe. Die Franzosen bauten dort eine Befestigung (das Fort Collet) und später eine Siedlung, um ihren Anspruch deutlich zu machen.[27]

Die Marquesas erhielten die erste französische Administration im Pazifik überhaupt, die Keimzelle des heutigen Überseegebietes Französisch-Polynesien. Du Petit-Thouars setzte Korvettenkapitän Edouard Halley in Vaitahu und Korvettenkapitän Collet in Taiohae als Verwalter ein, ab 1843 gefolgt von Capitaine (später Admiral) Armand Joseph Bruat als Gouverneur der Établissements français de l'Océanie, Eine zivile, in zehn Distrikte untergliederte Verwaltung erhielten die Marquesas erst 1889 mit dem Residenten Martial Merlin.
Der Schriftsteller Herman Melville hielt sich vom 23. Juni 1842 bis zum 9. August 1842 auf der Insel Nuku Hiva auf. In seinem Roman Typee schildert er – romantisch überzeichnet, doch keineswegs unrealistisch – sein Leben mit einem Clan der Marquesas. Der Erfolgsroman erschien 1846 bei John Murray in London. Die in dem Buch enthaltene Kritik an Kolonisierung und Missionierung führte zu heftigen Angriffen konservativer Kreise. Dennoch beeinflusste der Roman viele spätere Autoren, die über die Südsee schrieben, zum Beispiel Robert Louis Stevenson, Jack London und Robert Dean Frisbie.
1862 begann ein zwei Jahre dauernder Raubzug peruanischer Sklavenhändler zu den südpazifischen Inseln, die zahlreiche Einwohner als billige Arbeitskräfte nach Peru und Chile verschleppten, von Ua Pou, Hiva Oa und Tahuata insgesamt ca. 30 Personen. Die wenigen Rückkehrer verursachten 1863/64 auf Ua Pou und Nuku Hiva eine verheerende Pockenepidemie, der rund die Hälfte der Inselbevölkerung zum Opfer fiel, schätzungsweise mehr als 1500 Personen.
Vom 28. Juli bis 4. September 1888 weilte der Schriftsteller Robert Louis Stevenson auf den Inseln Nuku Hiva und Hiva Oa.
1897/98 besuchte der deutsche Arzt und Ethnologe Karl von den Steinen die Marquesas. Ihm verdanken wir u. a. eine akribische Beschreibung der Tätowierungen. Ohne diese Arbeit wären die kunstvollen Muster für immer verloren.
Der Maler Paul Gauguin zog 1901 nach Atuona, dem Hauptort der Marquesas-Insel Hiva Oa, wo er 1903 starb und begraben ist.
Der Chansonnier Jacques Brel (1929–1978) lebte ab 1974 auf der Insel Hiva Oa. Dort komponierte er sein letztes Album, Les Marquises, das einen gleichnamigen Titel mit poetischer Verehrung der Inselgruppe enthält. Sein Grab befindet sich auf dem Friedhof von Atuona neben dem von Paul Gauguin, der in diesem Lied erwähnt wird.

### Missionsgeschichte
Obwohl Mendañas Schiffe Kapläne an Bord hatten, scheint kein ernsthafter Versuch der Missionierung auf den Marquesas-Inseln stattgefunden zu haben. Die ersten Missionare, die ab 1797 aus England kommend über Tahiti die Marquesas erreichten, waren William Pascoe Crook (1775–1846) und John Harris (1757–1819) von der London Missionary Society. Harris kam mit den Verhältnissen überhaupt nicht zurecht und kehrte schon wenige Monate später nach Tahiti zurück. In einem zeitgenössischen Bericht heißt es, er sei völlig verzweifelt, nackt und ausgeplündert am Stand aufgelesen worden. Crook blieb bis 1799.
Nicht mehr Erfolg hatte die amerikanisch-hawaiische Mission. William Patterson Alexander (1805–1864), Benjamin Parker (1803–1877) und Richard Armstrong (1805–1860) erreichten 1834 mit ihren Ehefrauen und einem drei Monate alten Baby von Hawaii kommend die Marquesas. Bereits im selben Jahr kehrten sie zurück. 1853 kamen weitere Missionare unter Führung von James Kekela mit ihren Ehefrauen aus Hawaii nach Fatu Hiva, konnten sich aber dort nicht halten, weil es zu Konfrontationen mit katholischen Missionaren kam, die mit einem französischen Kriegsschiff eintrafen. Die Protestanten gingen nach Hiva Oa, doch auch dort hatten sie nur geringen Erfolg. Es gab nur wenige Konvertiten, die Stammeskriege und Menschenopfer gingen weiter. Die protestantischen Missionare verließen nach und nach Hiva Oa und kehrten nach Hawaii zurück, nur James Kekela blieb. 1899 kehrte auch er nach Hawaii zurück und starb in Honolulu am 29. November 1904.
Der aus Hawaii stammende Missionar James Bicknell übersetzte 1857 das Johannesevangelium in die Marquesanische Sprache.
Ab 1838/39 konnte sich die katholische Mission etablieren, getragen von dem erst 1800 gegründeten französischen Orden Pères et religieuses des Sacrés-Cœurs de Picpus (Ordenskürzel: SSCC). Die Missionare breiteten sich von Mangareva nach Tahuata, Ua Pou, Fatu Hiva und Nuku Hiva aus. Sie hatten, nicht anders als ihre evangelischen Glaubensbrüder, unter der gleichen feindseligen Aufnahme und den Stammeskriegen zu leiden. Mit Unterstützung der französischen Behörden konnten sie sich allerdings – trotz aller Hindernisse – auf Dauer behaupten. Ihnen gelang es sogar, 1853 König Moana von Nuku Hiva und seine Frau Vaekehu zu taufen. Moana starb 1863 an den Pocken, Vaekehu überlebte ihn um 38 Jahre. Sie wurde hochverehrt und setzte sich immer wieder als Vermittlerin zwischen den Missionaren und der Bevölkerung ein.
Der erste Apostolische Vikar der Marquesas-Inseln war von 1848 bis 1855 François-de-Paul Baudichon, SSCC. Sein Nachfolger war Bischof René-Ildefonse Dordillon, auf dessen Betreiben die französische Administration 1858 ein Dekret erließ, das traditionelle Feste mit überlieferter Musik und Tanz, die Tatauierung, das Fermentieren von Kokosnuss-Saft zu einem alkoholhaltigen Getränk, Fruchtbarkeits- und Mannbarkeits-Riten sowie Schädelpräparation verbot. Allerdings waren die Missionare im Zusammenwirken mit den Behörden auch bestrebt – und das letztlich mit Erfolg – Kannibalismus, Menschenopfer und die ständigen Stammeskriege zu unterbinden.
1903 veröffentlichte Pater Pierre Gérauld Chaulet eine biblische Übersetzung ins Marquesanische. Chaulet war sich der vielen Probleme und Hindernisse bewusst, die seinem Versuch innewohnten, zum Beispiel sind viele im Text der Bibel vorkommende Pflanzen und Tiere auf den Marquesas unbekannt und Gebräuche der dort erwähnten Völker für die Marquesaner völlig unverständlich. Daher wurde es keine wortgetreue Übersetzung der vollständigen Bibel oder eines Teiles, sondern eine radikal verkürzte und angepasste Textauswahl, eine Biblia pauperum, bestimmt für die Ureinwohner der Inseln.
Ab der zweiten Hälfte des 20. Jahrhunderts konnten sich weitere Religionsgemeinschaften und Sekten auf den Inseln verbreiten und immer mehr Einfluss gewinnen, allen voran die Mormonen, die Adventisten, die Zeugen Jehovas und Vertreter von Pfingstbewegungen.

### Bevölkerungsentwicklung

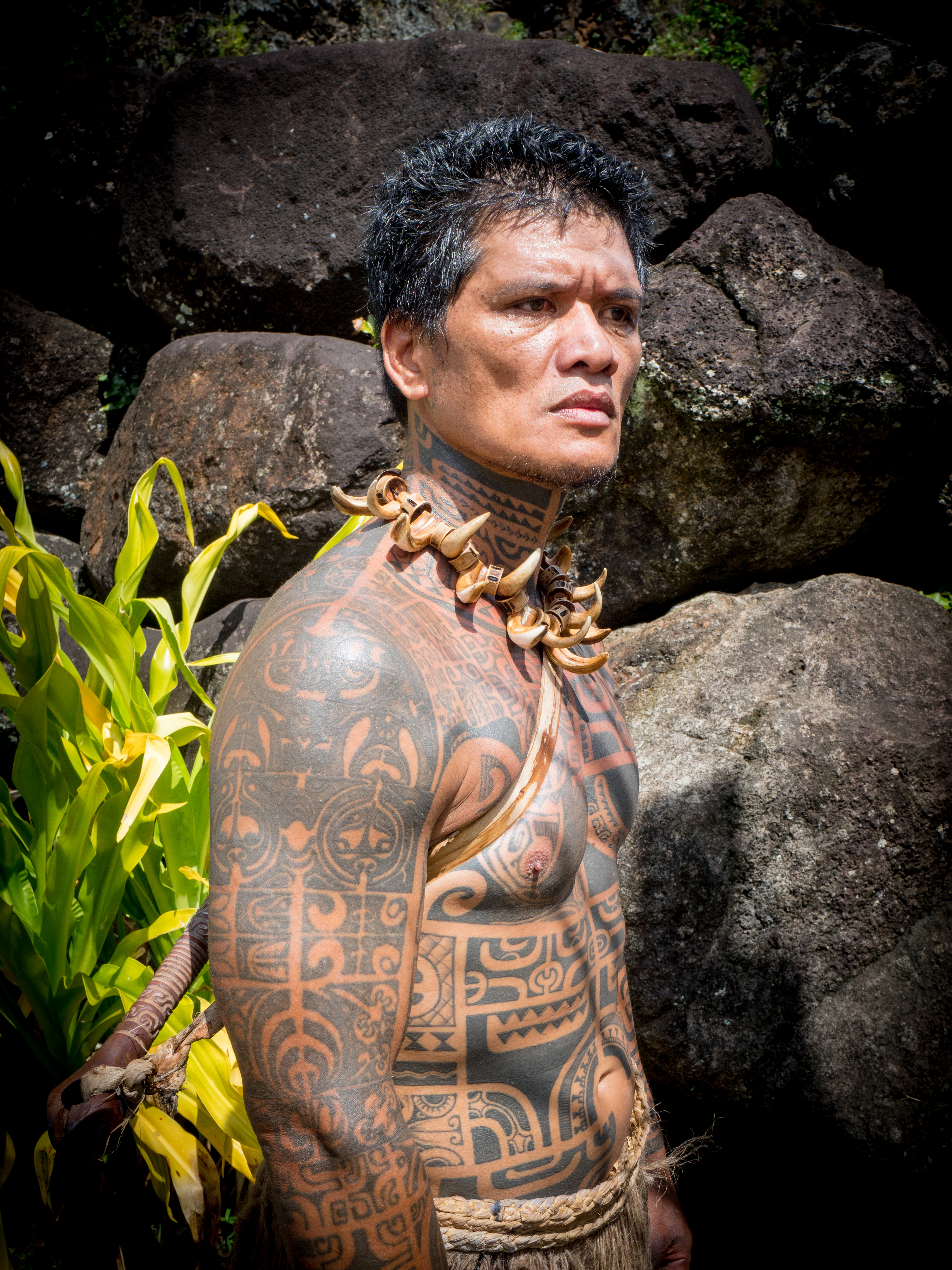
Marquesaner in Hapatoni auf Tahuata

Die fruchtbare Natur war in den ersten Jahrhunderten in der Lage, die zahlreiche und schnell wachsende Bevölkerung zu ernähren. Ältere Schätzungen gehen davon aus, dass Ende des 13. Jahrhunderts die Inseln insgesamt zwischen 50.000 und 100.000 Einwohner hatten. Neuere Forschungen halten aber die Zahl von 35.000 für realistischer. Das rasche Wachstum verlief nicht ohne Konflikte:

„Eine wesentliche Ursache für die immensen Stammesrivalitäten darf man in der Relation zwischen der Einwohnerzahl und dem nutzbaren Land sehen. Als die Bevölkerung über den Punkt hinauswuchs, an dem alle ökologischen Nischen gefüllt waren, vervielfachten sich auch die Konflikte über die Landverteilung und -nutzung.“

Naturkatastrophen, Abtreibung und Kindstötung, aber vor allem die grausamen Stammeskriege, verhinderten ein weiteres Ausufern der Bevölkerungszahl. Die Einflussnahme der Europäer beendete die Konflikte zunächst nicht, sondern verschärfte sie noch durch die Verfügbarkeit von Feuerwaffen. Hinzu kamen bisher unbekannte Krankheiten und Seuchen sowie ein Geburtenrückgang.
Einigermaßen zuverlässige Zahlen, die den dramatischen Bevölkerungsrückgang nach dem Kontakt mit den Europäern deutlich machen, gab es erst nach Übernahme der Verwaltung durch die französischen Behörden (Zahlen für alle Inseln zusammen):
- 1842: 20.200 Einw.
- 1856: 12.550 Einw.
- 1872: 06.045 Einw.
- 1882: 04.865 Einw.
- 1897: 04.279 Einw.
- 1911: 03.000 Einw.
- 1930: 02.200 Einw.

Die amtliche Zählung registrierte die Einwohner insgesamt, einschließlich der europäischen Zuwanderer. In bereinigten Zahlen dürften 1897 nur noch etwa 3.800 marquesanische Ureinwohner verblieben sein.:12

## Kunst
Mit Expeditionen und Reisen von Forschern und Seeleuten gelangte marquesanische Kunst, vorwiegend des 19. und frühen 20. Jahrhunderts, nach Europa und in die restliche Welt. Heute befinden sich die meisten Artefakte in Museen, beispielsweise im Metropolitan Museum of Art in New York City oder im Musée du quai Branly in Paris. Trotz der richtungweisenden Arbeit von Karl von den Steinen gilt die marquesanische Kunst immer noch nicht als ausreichend erforscht.
Die ersten Stücke marquesanischer Kunst brachte bereits James Cook nach Europa. Eine weitere, umfangreiche Kollektion von Artefakten der Marquesas – insgesamt sind 230 Objekte bekannt – verdanken wir der ersten russischen Weltumsegelung von Adam Johann von Krusenstern  (von 1803 bis 1806), die am 5. Mai 1804 Nuku-Hiva erreicht hatte. Der Erwerb dieser Objekte von den Insulanern erfolgte unsystematisch, da alle Expeditionsteilnehmer aus unterschiedlichen Motiven heraus begannen, Kunst- und Alltagsgegenstände einzutauschen. Die mitgebrachten Artefakte gelangten in staatliche Museen und Institutionen – und waren damit Wissenschaftlern zugänglich – verschwanden teilweise aber auch in Privatsammlungen. Die meisten davon befinden sich heute im Museum für Anthropologie und Ethnografie in Sankt Petersburg. Einige gelangten aber auch in die Ukraine, nach Estland, Deutschland, in die Schweiz und in die Niederlande.
Die meisten Artefakte wurden der Expedition Krusensterns von dem an der Taiohae-Bucht auf der Insel Nuku Hiva lebenden Stamm gegen Äxte und Beile, Nägel, eiserne Fassreifen und andere begehrte Handelsgüter verkauft. Ob die erworbenen Kunstgegenstände tatsächlich von Hiva Oa stammen, muss offen bleiben, viele davon sind wohl den Stämmen der Inseln Hiva Oa und Tahuata zuzuordnen. Ein intensiver Austausch von Handwerksprodukten und Schnitzereien unter den Inseln der Marquesas fand bereits vor der Krusenstern-Expedition statt, denn die Polynesier unterhielten umfangreiche Handelsbeziehungen zwischen den Inseln, auch über große Entfernungen. Die Bewohner von Nuku Hiva dürften bereits seit dem Aufenthalt von James Cook ein Bewusstsein für den Handelswert ihrer Kunstgegenstände gehabt haben. Als Krusenstern 1804 auf Nuku Hiva ankam, lebten der Engländer Edward Robarts und der Franzose Joseph Kabris bereits seit mehreren Jahren auf der Insel. Robarts bot sich als Führer, Vermittler und Dolmetscher an, einige russische Offiziere hatten mehrere Jahre in der Royal Navy gedient und sprachen daher fließend Englisch.
Ein zentrales Element der marquesanischen Kunst sind stark stereotype Darstellungen von menschlichen und menschenähnlichen Figuren (tiki) aus Holz und Stein bis hin zu Statuen monumentaler Größe, die im Allgemeinen Gottheiten und vergöttlichte Vorfahren repräsentieren. Der Körper nimmt die auch von anderen polynesischen Inseln bekannte Haltung ein, mit gespreizten Beinen und auf dem Bauch gehaltenen Händen. Oft werden die Figuren mit überdimensionalen, viereckigen, abgerundeten Köpfen dargestellt, die im Großen und Ganzen symmetrisch sind, aber diese Symmetrie wird immer wieder von einzelnen Elementen unterbrochen. Übergroße Augen, die manchmal die Hälfte des Gesichtes einnehmen, dominieren die Gesichtszüge. Die Nase ist nicht oder nur rudimentär dargestellt, der Mund groß und breit mit offenen Lippen.
Mehrere in den Museen aufbewahrte Artefakte sind Halsbänder oder –ketten aus verschiedenen Materialien, zum Beispiel Kokosnussfasern, Schildpatt, Wal- und Delphinzähnen oder, nach dem Kontakt mit Europäern, auch aus Glasperlen. Daneben gab es eine Art von rituellem Brustschmuck, U-förmige Ringkragen aus Brotfruchtbaumholz (tahi poniu) kombiniert mit schwarz-roten Paternostererbsen (Abrus precatorius), der als Statussymbol den hohen Würdenträgern – Priestern und Häuptlingen – vorbehalten war.

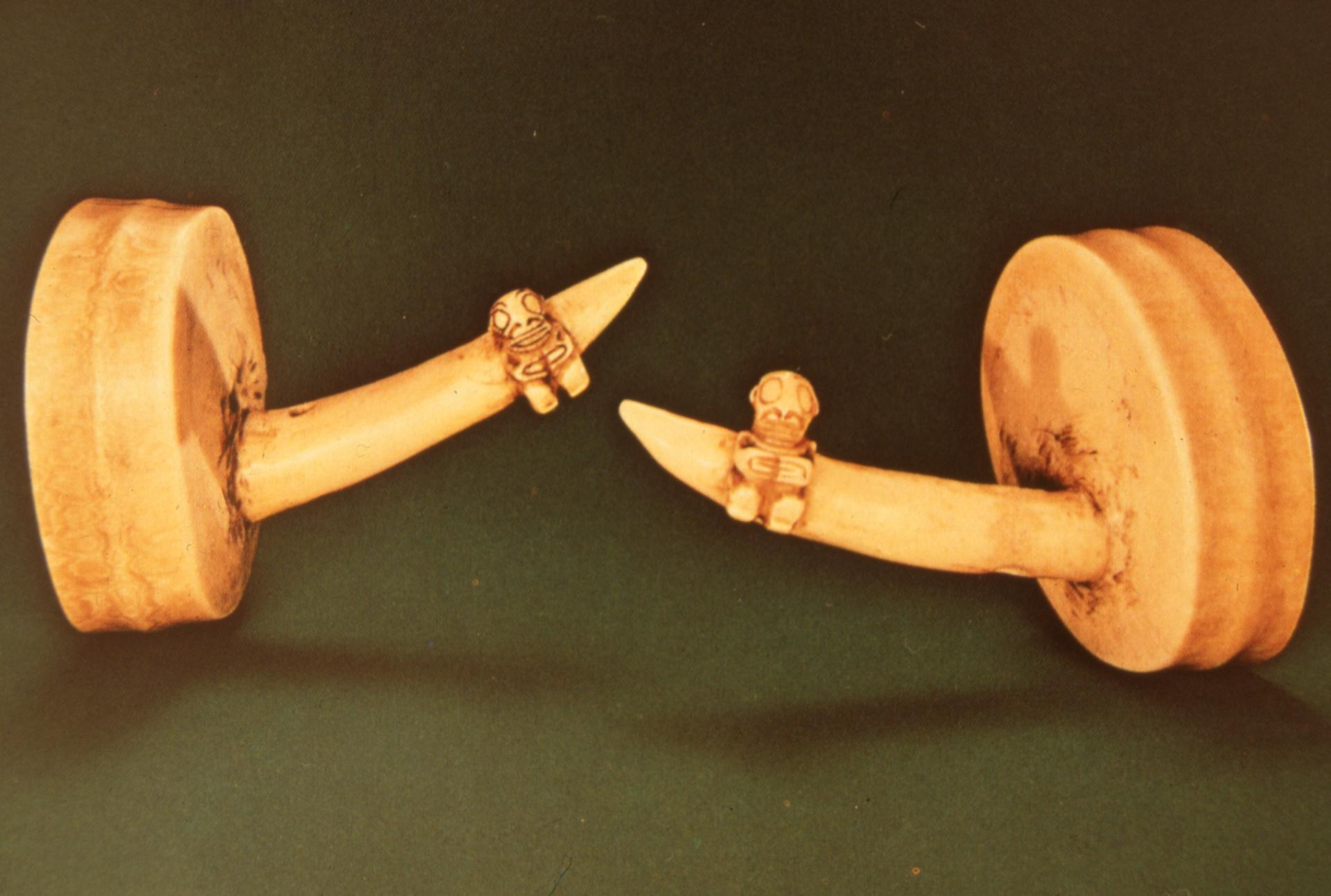
Ohrpflöcke von den Marquesas mit Tiki-Figur

Des Weiteren finden sich Stelzentritte (tapuvae) aus Holz mit detaillierten Verzierungen in Form von Tiki-Darstellungen in verschiedenen Posen und Stilen, die mit Kokosfasern an Stangen befestigt waren. Mehr als einhundert Exemplare in Museen und privaten Sammlungen sind erhalten. Die Stelzen fanden Verwendung sowohl in rituellen Tänzen, vorwiegend anlässlich von Bestattungen, als auch, bis zum heutigen Tag, in sportlichen Wettbewerben. Die Marquesaner nutzten sie gelegentlich auch ganz profan im Alltag, bei Überschwemmungen und Starkregen.
Ein weiterer häufiger Bestandteil der Sammlungen ist Ohrschmuck von den Marquesas-Inseln. Ohrpflöcke (taiana) wurden aus Muschelschalen, Menschenknochen oder Elfenbein von Pottwalzähnen gefertigt. Als Verzierung dominieren auch hier Tiki-Figuren, oft mehrere in En Face-Darstellung, oder Tikiköpfe. Sehr dekorative Sammlungsstücke, man kann sie durchaus auch als Kunstwerke bezeichnen, sind die kunstvoll gefertigten U'u-Kriegskeulen aus Eisenholz (Metrosideros), die sowohl Kriegswaffe als auch Statussymbol der Kriegerkaste waren.

## Politik und Verwaltung heute

Flagge

Politisch gehören die Marquesas heute zum Französischen Übersee-Territorium (Pays d'outre-mer, POM) Französisch-Polynesien. Sie werden durch eine Unterabteilung (Subdivision administrative des Îles Marquises) des Hochkommissariats von Französisch-Polynesien (Haut-commissariat de la République en Polynésie française) mit Sitz in Papeete verwaltet.
Die Subdivision administrative des Îles Marquises umfasst sechs politisch eigenständige Gemeinden (Communes des Îles Marquises), die jeweils die gleichnamigen Inseln mit kleineren Inseln in deren Umgebung umfassen:
| Gemeinde  | Hauptort | Fläche km² | Bevölkerung 2017 | Teilgemeinden (Communes associées)                                               |
| --------- | -------- | ---------- | ---------------- | -------------------------------------------------------------------------------- |
| Fatu Hiva | Omoa     | 85,0       | 612              | (mit Motu Nao)                                                                   |
| Hiva Oa   | Atuona   | 326,5      | 2243             | Atuona 1934 (mit Mohotane) Puamau 309 (mit Fatu Huku)                            |
| Nuku Hiva | Taiohae  | 387,8      | 2951             | Hatiheu 352 Taiohae 2183 (mit Motu Iti, Eiao, Hatutu, und Motu One) Taipivai 416 |
| Tahuata   | Vaitahu  | 61,0       | 653              |                                                                                  |
| Ua Huka   | Vaipaee  | 83,4       | 674              |                                                                                  |
| Ua Pou    | Hakahau  | 105,6      | 2213             | Hakahau 1683 Hakamaii 530                                                        |

Währung ist (noch) der an den Euro gebundene CFP-Franc. Der Verwaltungshaushalt der Marquesas wird wesentlich mit Mitteln aus Frankreich und der EU subventioniert.
Die 9346 Einwohner (2017) sind mehrheitlich katholischen Glaubens. Sie wohnen überwiegend in kleinen Dörfern, große Städte gibt es auf den Marquesas nicht. Größter Ort ist Taiohae auf der Insel Nuku Hiva, zugleich der Verwaltungssitz, mit 2183 Einwohnern (2017).
2007 wurde von verstärkten Unabhängigkeitsbestrebungen berichtet. Die Marquesas fühlten sich demzufolge von der Zentralverwaltung Französisch-Polynesiens in Papeete nicht ausreichend vertreten und strebten eine unmittelbare Anbindung an Frankreich an.
Im Juli 2021 besuchte mit Emmanuel Macron erstmals ein französischer Präsident in offizieller Funktion die Inseln.

## Sprache
Amtssprache auf den Marquesas ist Französisch. Die indigene Sprache Marquesanisch gehört zu den polynesischen Sprachen, einer Untereinheit des austronesischen Sprachstamms. Sie wird von 5500 Marquesanern gesprochen. Marquesanisch gliedert sich in einen Nord-Dialekt (3400 Sprecher) auf der nördlichen Insel-Gruppe und einen Süd-Dialekt (2100 Sprecher) auf den südlichen Inseln. Manche Forscher betrachten die beiden Varietäten als selbstständige Sprachen. Das erste Wörterbuch der marquesanischen Sprache, ein bis heute gültiges Standardwerk, verfasste Bischof René-Ildefonse Dordillon.

## Sonstiges
Jules Verne vergleicht in seinem 1895 erschienenen Roman „Die Propellerinsel“ den Marquesas-Archipel mit einem Geschwader französischer Kriegsschiffe:

„Die größten wären dann die erstklassigen Schiffe ‚Nuka-Hiva‘ und ‚Hiva-Oa‘; die mittleren die Kreuzer verschiedenen Ranges ‚Hiaou‘, ‚Uapou‘ und ‚Uauka‘; die kleinsten endlich die Avisos ‚Motane‘, ‚Fatou-Hiva‘ und ‚Taou-Ata‘, während die Eilande und Atolle einfache Pinassen und Boote wären – nur daß alle nicht beweglich sind.“

Auf die Frage „Haben Sie auch den schönsten Ort der Welt entdeckt?“ antwortete die Weltumseglerin Laura Dekker: „Ich denke, das sind die Marquesas“.